# You're Not Getting Older (You're Getting Better)
«You're Not Getting Older (You're Getting Better)» es una canción escrita e interpretada por el cantante estadounidense Freddy Weller. Fue publicada en agosto de 1974 como el tercer y último sencillo de su séptimo álbum de estudio, Sexy Lady.

## Lanzamiento
Columbia Records lanzó Sexy Lady en junio de 1974, con «You're Not Getting Older (You're Getting Better)» como la canción de apertura del álbum. Un mes después, Columbia lanzó «You're Not Getting Older (You're Getting Better)» como el tercer y último sencillo del álbum, con el número de catálogo 3-10016 y la canción «Are We Makin' Love?» como lado B.

## Recepción de la crítica
Un escritor no especificado de la revista Cash Box describió el sencillo como “balada suave y tierna”, y elogió la letra como “dulce y muy profunda”. Un escritor no especificado de Record World describió el sencillo como “una canción de amor muy positiva que Freddy engancha para su pequeño cariño de casa”.

## Lista de canciones
Todas las canciones escritas y compuestas por Freddy Weller.
1. «You're Not Getting Older (You're Getting Better)» – 2:56
2. «Are We Makin' Love?» – 2:14

## Créditos y personal
Créditos adaptados desde las notas de álbum de Sexy Lady.
Músicos
- Freddy Weller – voz principal, guitarra
- The Jordanaires – coros

Personal técnico
- Billy Sherrill – productor
- Lou Bradley – ingeniero de audio

## Posicionamiento
| Gráfica (1974)                                 | Pico de posición |
| ---------------------------------------------- | ---------------- |
| Canadá (RPM Country Playlist)                  | 20               |
| Estados Unidos (Billboard Hot Country Singles) | 16               |